# Norra Ryedal
Norra Ryedal är en bebyggelse i Gammalstorps socken i Sölvesborgs kommun i Blekinge län belägen nordväst om Norje. SCB har för bebyggelsen sedan 2023 avgränsat en småort.